# Platon Karataev (együttes)
A Platon Karataev budapesti indiefolk, posztrock zenekar. A formációt 2016-ban alapította Czakó-Kuraly Sebestyén, Balla Gergely gitáros-énekes és Bradák Soma dobos.
Nevét Lev Tolsztoj Háború és béke c. művének Platon Karatajev szereplője után kapta.

## Tagok
- Balla Gergely - gitár, ének, szöveg
- Czakó-Kuraly Sebestyén - gitár, ének, billentyűs hangszerek
- Farkas Zsombor - dobok
- Sallai László - basszusgitár

## Korábbi tagok
- Bradák Soma - dob (2016-2024)
- Jáky András - basszusgitár (2016-2019)

## Diszkográfia
- Orange Nights (EP, 2016)
- For Her (LP, 2017)
- Atoms (LP, 2020)
- Atoms Reimagined (LP, 2020)
- Partért kiáltó (LP, 2022)
- Napkötöző (LP, 2025)